# يو. جونسون
يو. جونسون (بالإنجليزية: U. Alexis Johnson)‏ (و. 1908 – 1997 م) هو دبلوماسي أمريكي، توفي في رالي، كارولاينا الشمالية، عن عمر يناهز 89 عاماً، بسبب ذات الرئة.

## مناصب
تولى منصب سفير
.

## التعليم
تعلم في كلية إدموند وولش للعلاقات الخارجية، وتعلم في كلية اوكسيدنتال
.

## وصلات خارجية
- يو. جونسون على موقع IMDb (الإنجليزية)
- يو. جونسون على موقع مونزينجر (الألمانية)
- يو. جونسون على موقع إن إن دي بي (الإنجليزية)

- يو. جونسون في قاعدة بيانات الأفلام على الإنترنت